# Langbølger
 Ikke at forveksle med Lavfrekvens (3 Hz - 30 kHz).
 Ikke at forveksle med Langbølgebåndet.
Langbølger (forkortet LB) eller lavfrekvens (med forkortelsen LF efter det engelske tekniske begreb Low frequency) er radiobølger i frekvensintervallet (fra men ikke med) 30 kHz – 300 kHz, der har følgende korresponderende bølgelængdeinterval i vakuum (fra men ikke med) 10 km - 1 km. Derfor kaldes langbølger også kilometerbølger.
Svaret på hvorfor disse radiobølger både kaldes ved deres bølgelængde i meter og frekvens i Hertz skyldes, at radiobølger i radiofoniens barndom før 1920'erne, kalder radiobølger ved deres bølgelængde i meter. Mellem ca. 1923 til 1960 anbefales det at angive radiobølgers frekvens i cycles-per-second (cps). Fra 1960 angives frekvens i Hertz.
Langbølger omfatter langbølgebåndet.